# 南克魯賽羅 (阿克里州)

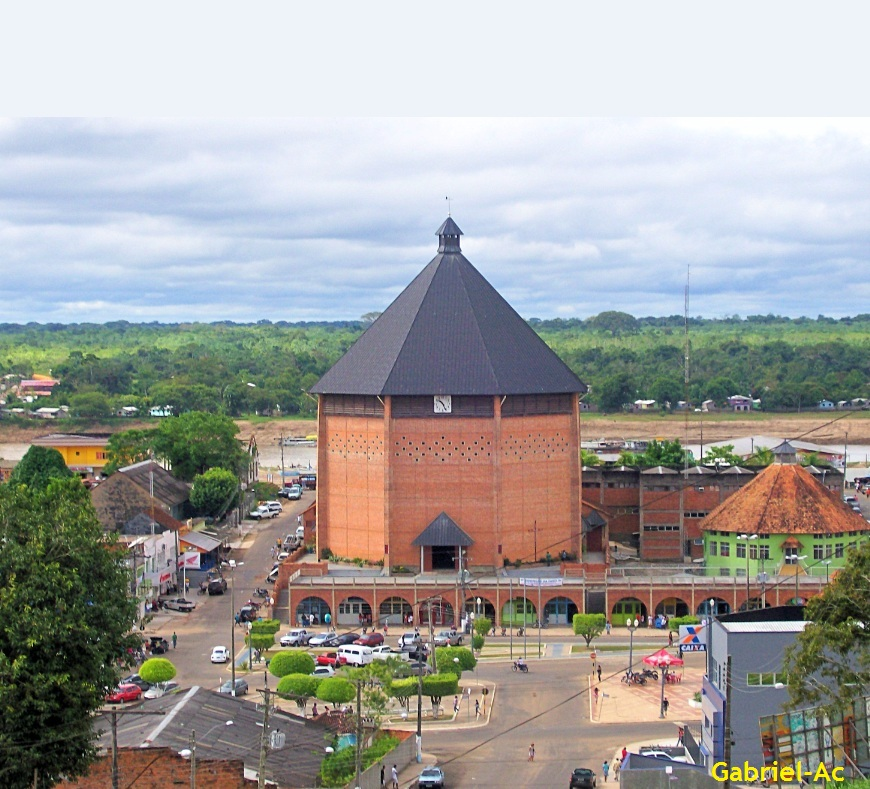

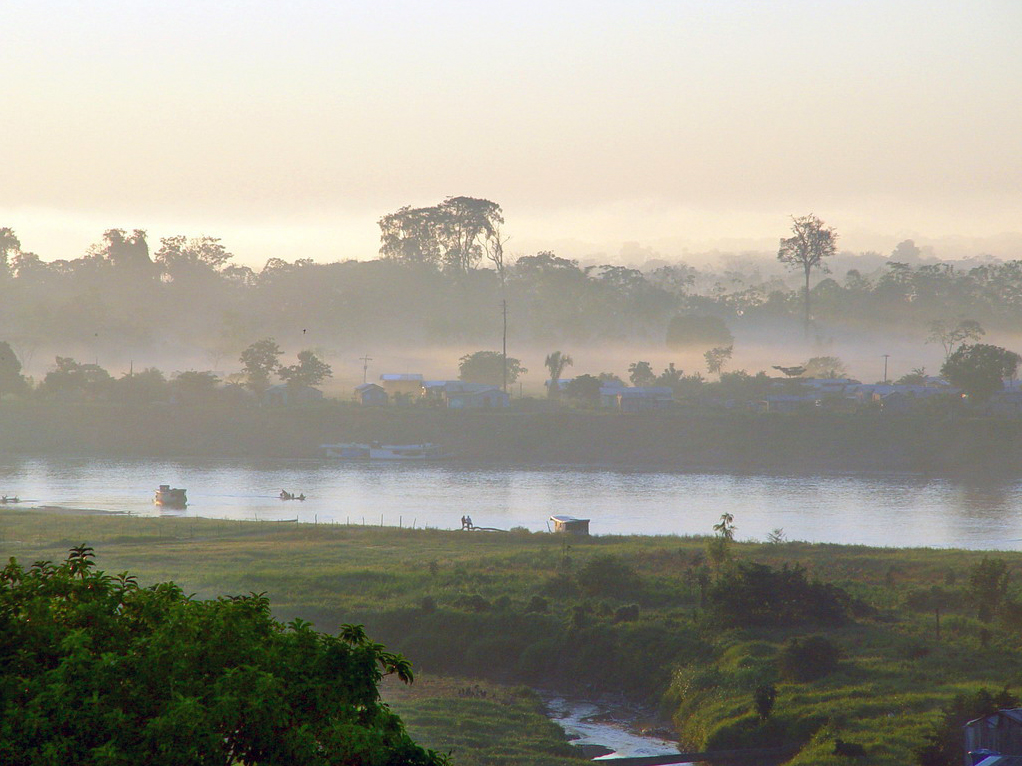

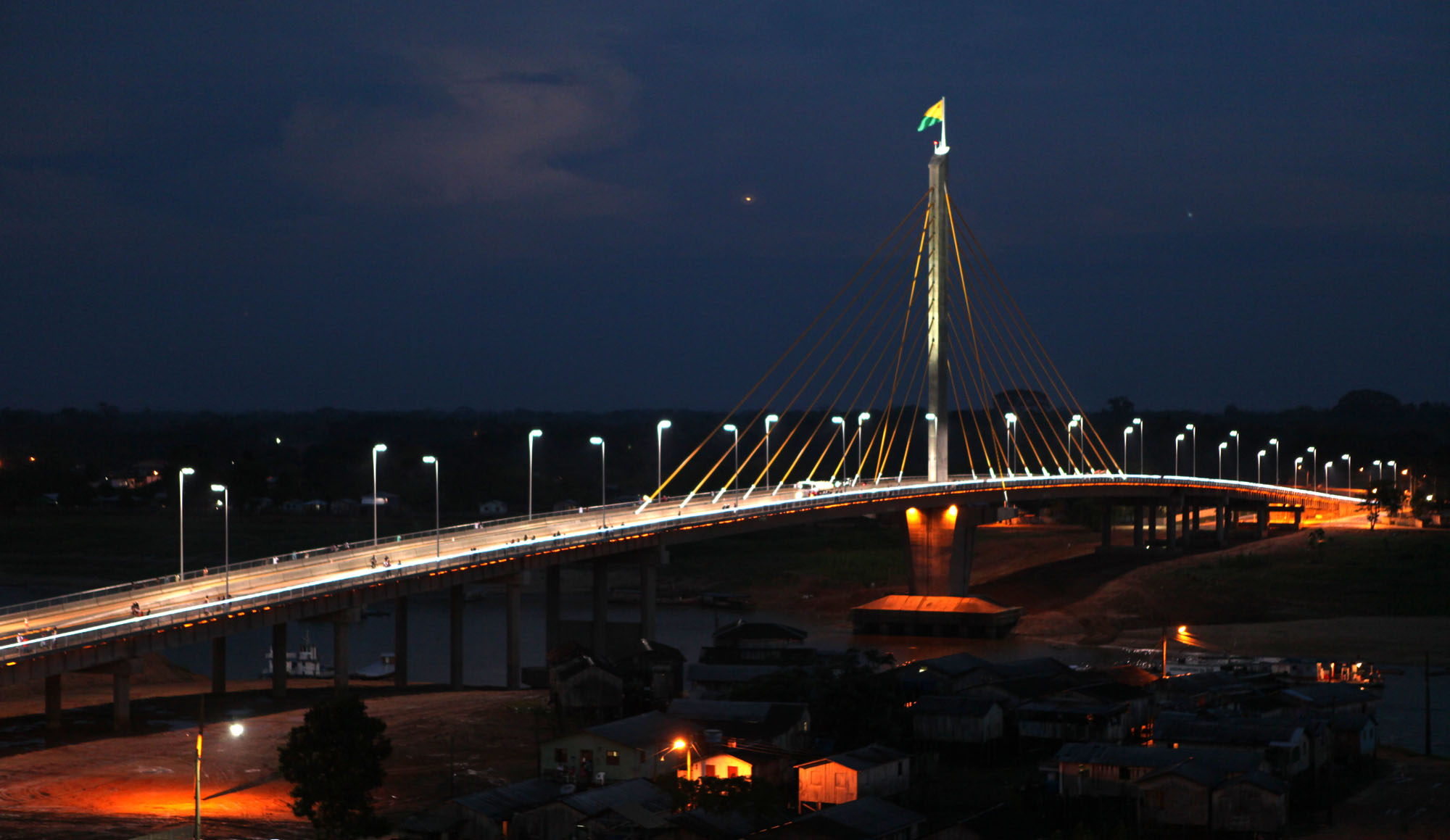

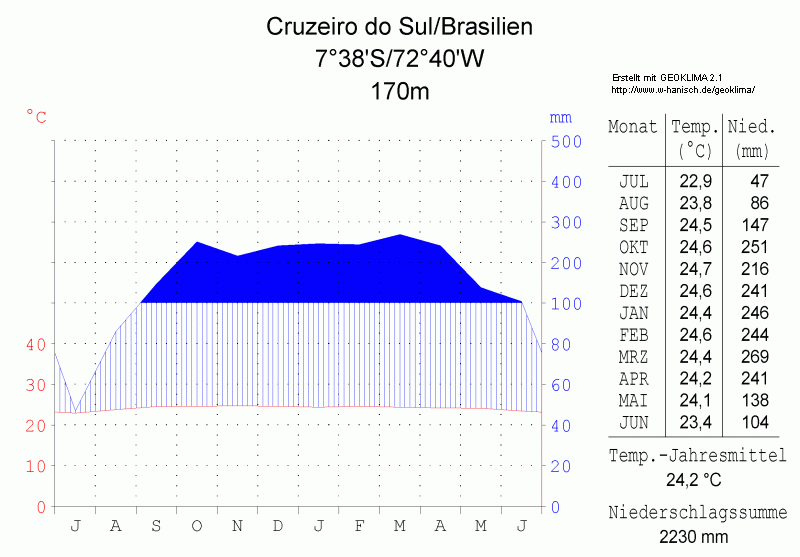

南克魯賽羅（葡萄牙語：Cruzeiro do Sul）是巴西的城鎮，位於該國西北部，由阿克里州負責管轄，處於茹魯阿河畔，面積7,925平方公里，海拔高度182米，2012年人口79,819，人口密度每平方公里10.07人。